# المدرعة فيصل
المدرعة فيصل حاملة جنود مدرعة مدولبة ذات دفع رباعي 4 × 4 بحرينية الصنع بالكامل قدمتها قوة الدفاع البحرينية في BIDEC 2019 (معرض البحرين الدولي للدفاع).
 
وقد تم تصميم المدرعة فيصل وتطويرها وتصنيعها على يد مهندسي قوة دفاع البحرين لتلبيه متطلبات هذه القوة.
 
تم تطوير المدرعة فيصل من قبل قوة الدفاع البحرينية منذ العام 2016 وفقا لتوجهيات المشير الركن الشيخ خليفة بن أحمد آل خليفة القائد العام لقوة دفاع البحرين بصنع اليه مدرعة محليا وترأس مشروع تطوير المدرعة فيصل العقيد مهندس المتقاعد عيسى المحميد.

## المهام
يمكن للمدرعة فيصل القيام بالعديد من المهام مثل القتال في الاماكن المفتوحه أو داخل المدن والقيام بمهام الرصد والاستطلاع ومهام حفظ الأمن الداخلي.

## التصميم
يعتبر تصميم المدرعة فيصل تقليديًا لحاملة جند مدرعه APC ذات عجلات مع وجود محرك في المقدمة ومقصورة الطاقم في الجزء الأوسط ومقصورة القوات المحمولة في الخلف.
واحدة من أهم ميزات المدرعة فيصل هو التصميم الداخلي مع حجرة قوات كبيرة قادرة على استيعاب 6 من أفراد المشاة.

تم تجهيز المدرعة فيصل بمقاعد مضادة لانفجارألالغام لكل جندي مع مقعدين على طول جانب البدن ومقعدان خلف السائق والقائد.
 
يتوفر في مركز حجرة القوات القدرة على حمل معدات عسكرية إضافية أو نقالة.

في الجزء الامامي من العربة يوجد باب واحد على كل جانب من البدن.

يمكن للقوات دخول وترك المدرعة عبر بابين خلفيين يتم فتحهما يدويا.

يحتوي كل جانب من أجزاء مقصورة القوات على ثلاثة نوافذ صغيرة مضادة للرصاص ومنافذ إطلاق.

تم تجهيز سقف المدرعة فيصل مع برج مفتوح يمكن تسليحه برشاش واحد أو مدفع يصل عياره إلى 20 ملم.

تعتمد المدرعة على تصميم أحادي monocoque يوفر مستوى عاليًا من الحماية ضد التهديدات الباليستية والألغام.

وفقًا لمصمم العربة يوفر البدن مستوى حماية بالستي من مستوى Level B6 مقاوم للرصاص عيار 7.62 مم الخاص بالأسلحة الصغيرة ويمكنه أن يتحمل انفجار 6 كغم من مادة TNT تحت العجلات والأرضية.

أبعاد المدرعة فيصل هي 5714 × 2630 × 320 ملم ولها قاعدة عجلات 3300 ملم. 

يبلغ وزن المدرعة فيصل الإجمالي 9000 كغم ويبلغ أقصى حمولة لها 2000 كغم.

المدرعة فيصل تتميز بإمكانية فصل الجسم عن الشاسيه وتبديله بجسم آخر خلال 15 دقيقة.

## التجهيزات التعبوية
- عدد 4 كاميرات مراقبة.

- سلم للرامي وحاملات بنادق.

- عدة انقاذ وصيانة.

- نظام اطفاء حريق ذاتي.

- ونش سحب للإنقاذ.

- دهان معوّق للاحتراق.

- جراكن ماء ووقود.

- محول فرق الجهد من 12 إلى 24 فولت.

## التسليح
تحمل رشاش عيار 20 ملم، بالإضافة إلى رشاشين بالخلف، ومزودة بفتحات على الجوانب للرماية يمكن من خلالها للجنود في داخل المدرعة اطلاق النار.

## المحرك
العربة مزوده بمحرك من نوع Cummins Diesel والذي يعمل على توليد قدرة تبلغ 300 حصان إلى جانب ناقل حركة أوتوماتيكي نوع آليسون بست سرعات. يمكن أن تعمل بسرعة قصوى على الطرق تصل إلى 90 كم / ساعة (بعض المصادر تقول إلى سرعة 110 كم / الساعة) مع أقصى مدى يصل إلى 900 كم.